# Tommy Lee Wallace
Pour les articles homonymes, voir Wallace.
Tommy Lee Wallace est un réalisateur, monteur, acteur et scénariste américain, né le 6 septembre 1949 à Somerset, dans le Kentucky (États-Unis), qui a notamment travaillé sur les films de John Carpenter. Il est également connu pour avoir réalisé Ça, adaptation télévisée d'un roman de Stephen King.

## Filmographie

### comme réalisateur
Télévision
- 1987 : Max Headroom (série télévisée)
- 1987 : L'Enfer du devoir (Tour of Duty) (série)
- 1990 : Ça (It)
- 1991 : And the Sea Will Tell
- 1992 : The Comrades of Summer
- 1992 : Danger Island (en)
- 1994 : Witness to the Execution
- 1994 : Green Dolphin Beat
- 1995 : Flipper le dauphin (Flipper) (série)
- 1996 : Born Free: A New Adventure
- 1996 : Alliance interdite (Once You Meet a Stranger)
- 1997 : Steel Chariots
- 1998 : Une voleuse de charme (The Spree)
- 1998 : L'Ultime Verdict (Final Justice)

Cinéma
- 1982 : Halloween 3 : Le Sang du sorcier (Halloween III: Season of the Witch)
- 1988 : Aloha Summer
- 1988 : Vampire, vous avez dit vampire ? 2 (Fright Night Part 2)
- 2002 : Vampires 2 : Adieu vampires (Vampires: Los Muertos)
- 2010 : Helliversity

### comme scénariste
- 1982 : Amityville 2, le possédé (Amityville II: The Possession)
- 1982 : Halloween 3 : Le Sang du sorcier (Halloween III: Season of the Witch)
- 1988 : Vampire, vous avez dit vampire ? 2 (Fright Night Part 2)
- 1989 : Far from Home
- 1990 : El Diablo (TV) de Peter Markle
- 2002 : Vampires 2 : Adieu vampires (Vampires: Los Muertos)
- 2010 : Helliversity

### comme acteur
- 1980 : Fog (The Fog) : Ghost
- 1982 : Halloween 3 : Le Sang du sorcier (Halloween III: Season of the Witch) : Silver Shamrock Commercial Announcer (voix)
- 1986 : La Tête dans les nuages (The Boy Who Could Fly) : The Coupe De Villes
- 2002 : Vampires 2 : Adieu vampires (Vampires: Los Muertos) : l'homme effrayé

### comme monteur
- 1978 : Halloween, La Nuit des masques (Halloween)
- 1980 : Fog (The Fog)